# Lenora

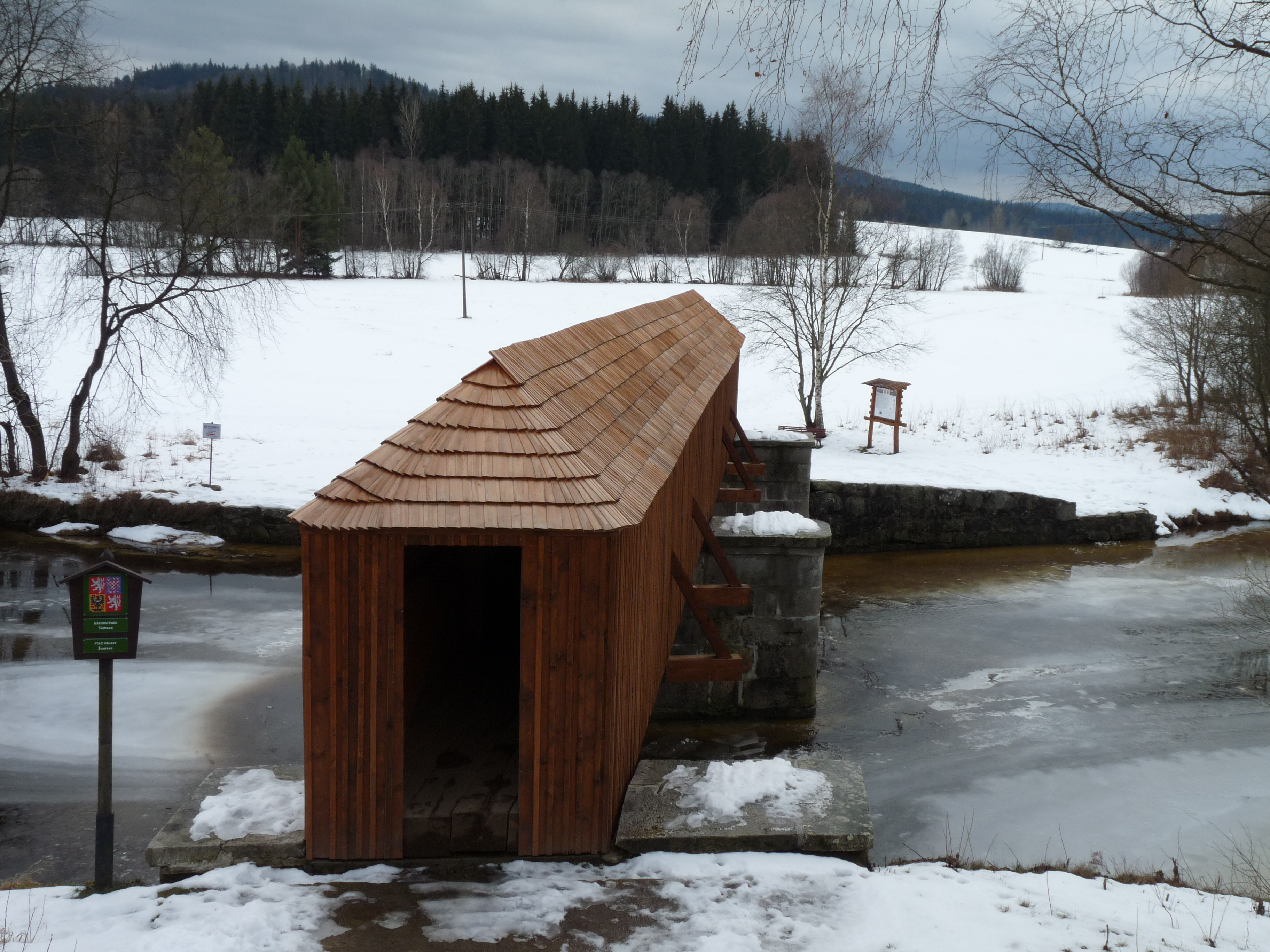
Das Rechle, eine überdachte Holzbrücke über die Warme Moldau

Lenora (deutsch: Eleonorenhain) ist eine tschechische Gemeinde mit 744 Einwohnern (1. Januar 2017) im Okres Prachatice (Bezirk Prachatitz) im Jihočeský kraj.

## Geographie

### Gemeindegliederung
Die Gemeinde Lenora besteht aus den Ortsteilen Houžná (Hüblern), Kaplice (Kapellen), Lenora,  Vlčí Jámy (Wolfsgrub) und Zátoň (Schattawa). Zu Lenora gehören außerdem die Wohnplätze Dubí (Eichelhäuser), Korýtko (Grandelhäuser), Nová Houžná (Neuhüblern) und Stará Rachota (Beim Wachtfeitl). Grundsiedlungseinheiten sind Houžná, Kaplice, Lenora, Nová Houžná, Vlčí Jámy und Zátoň.
Das Gemeindegebiet gliedert sich in die Katastralbezirke Houžná, Lenora und Vlčí Jámy.

### Nachbargemeinden
| Horní Vltavice |                                             |        |
|                | Kompassrose, die auf Nachbargemeinden zeigt | Volary |
| Strážný        | Stožec                                      |        |

## Geschichte
Der Ort an der Warmen Moldau im Böhmerwald entstand erst 1834 durch den Bau einer Glashütte durch  Johann Meyr.   Johann Adolf II. Fürst zu Schwarzenberg (1799–1888), dem das Waldgebiet gehörte, gab der Ansiedlung zu Ehren seiner Frau Eleonore den Namen Eleonorenhain. Fürstin Eleonore von Schwarzenberg (1812–1873) war eine Tochter von Moritz von Liechtenstein und Marie Leopoldine Esterházy von Galánthá (1788–1846).
Um 1859 war der Ort eine der größten Glashütten Böhmens. Mit der Vertreibung der deutschsprachigen Bevölkerung nach 1945 wurde die Glashütte, die sich zuletzt im Besitz der Brüder Alfons und Siegfried Kralik befand, verstaatlicht. Viele der Geflüchteten fanden eine neue Heimat bei Glasbetrieben in der Bundesrepublik, u. a. bei Gralglas in Dürnau.
Auf einer Anhöhe befindet sich ein Denkmal zum Gedenken an Andreas Hartauer, der das Lied Tief drin im Böhmerwald schuf.
Der böhmische Komponist Bedřich Smetana hielt sich mehrfach aufgrund seines Tinnitus in Eleonorenhain auf, um sich zu erholen. Sein Aufenthalt In Eleonorenhain ist durch einen Gästebucheintrag des von der Familie Kralik betriebenen Touristenhauses belegt. Man geht davon aus, dass er sich hier in der Nähe der Moldau-Quelle zu seinem Werk Die Moldau inspirieren ließ.
Neben dem Schloss ist das Rechle, eine überdachte Holzbrücke über die Warme Moldau, das bekannteste Bauwerk des Ortes.

## Kultur und Sehenswürdigkeiten

### Museum
Die im Glasmachermuseum ausgestellten Exponate stammen alle aus der hiesigen Glashütte.

### Sport
Lenora ist an den Iron Curtain Trail, den längsten offiziellen Radfernweg Europas, angeschlossen, welcher entlang des ehemaligen Eisernen Vorhangs verläuft.

### Regelmäßige Veranstaltungen
Am letzten Sonntag im Juli findet jährlich das Lenorská slavnost chleba (Brotfest) statt.

## Persönlichkeiten
- Andreas Hartauer, Verfasser des Böhmerwaldliedes, lebte 2 Jahre in Eleonorenhain
- Richard Kralik Ritter von Meyrswalden, österreichischer Schriftsteller, hier geboren
- Mathilde Kralik von Meyrswalden, österreichische Komponistin
- Heinrich Kralik von Meyrswalden, Glasfabrikant in Eleonorenhain, hier geboren
- Gottlob Kralik von Meyrswalden, Glasfabrikant in Fürstenberg (Oder), hier geboren
- Alfons Kralik Ritter von Meyrswalden, Glasfabrikant in Eleonorenhain, hier geboren
- Siegfried Kralik Ritter von Meyrswalden, Glasfabrikant in Eleonorenhain, hier geboren
- Bedřich Smetana, Gast in der Sommerfrische des Touristenhauses